# The Memphis Horns
The Memphis Horns waren eine Bläsersektion, die vor allem in den 1960er und '70er Jahren als Backing Band verschiedener Soul-Interpreten, in erster Linie bei dem Label Stax Records, bekannt wurde. Die einzigen konstanten Mitglieder waren der Trompeter Wayne Jackson und der Tenorsaxophonist Andrew Love. Ansonsten gehörten zeitweilig auch die Posaunisten Lewis Collins und Jack Hale, sowie Baritonsaxophonist James Mitchell zur Band.

## Geschichte
Ihre Karriere begannen die Memphis Horns im Jahr 1967 bei Stax Records, als sie Albert King auf Born Under a Bad Sign begleiteten; ihre Zusammenarbeit von schwarzen und weißen Musikern war bahnbrechend und wegweisend.
Keines ihrer als Duo veröffentlichten Alben konnte nennenswerte Erfolge verzeichnen, stattdessen glänzten die Memphis Horns in den 1970er Jahren als Begleiter z. B. auf Alben von Elvis Presley (Suspicious Minds), Duane Allman, Joan Baez, den Bar-Kays, den Doobie Brothers, Dr. John, Eddie Floyd, Aretha Franklin, Isaac Hayes, B. B. King, King Curtis, Willie Nelson, den New Riders of the Purple Sage, Buffy Sainte-Marie, Rod Stewart, James Taylor und vielen anderen.
Sie gehörten auch zur Sessionband 827 Thomas Street Band (The Memphis Boys) des stilprägenden amerikanischen Musikproduzenten, Komponisten und Gitarristen Chips Moman.
Von 1981 bis 1986 legten die Memphis Horns eine Pause ein. Danach folgten Auftritte unter anderem auf Aufnahmen von Aerosmith, Luther Allison, Joan Armatrading, Clarence Gatemouth Brown, Cinderella, Robert Cray, den Fabulous Thunderbirds, Al Green, den Hooters, Gary Moore, Roy Orbison, Primal Scream, den Replacements, Keith Richards, U2, Johnny Van Zant, Peter Gabriel, Steve Winwood, Neil Young und Zucchero.

## Auszeichnungen
- Blues Music Award, Album of the Year mit Living Proof (Buddy Guy), 2010
- Mitglieder der Hall of Fame der amerikanischen Musik, 2008[1]
- Living Blues Award (The Memphis Horns), 1994, als beste Bläsergruppe
- 52 Nummer-eins-Hits[2]
- 112 Schallplatten und CDs mit ihrer Beteiligung in den Top Ten der Musikcharts
- 83-mal Goldene Schallplatten und Platin-Schallplatten mit ihrer Beteiligung[2]
- 15-mal Erhalt eines Grammys

## Diskografie

### Als selbstständige Band
- The Memphis Horns, 1970
- Horns for Everything, 1972
- High on Music, 1976
- Get up and Dance, 1977
- The Memphis Horns Band 2, 1978
- Welcome To, 1979
- Flame Out, 1992
- The Memphis Horns With Special Guests, 1995, Gaststars: William Bell, Bruce Channel, Robert Cray, Warren Haynes, Teenie Hodges, Etta James, Ricky Roy, Leon Russell, Mavis Staples und Bobby Womack
- Wishing You A Merry Christmas, 1996

### Als Begleitband von, nach Veröffentlichungsdatum
- Buddy Guy: Living Proof, 2010[3]
- Vanishing Point: Primal Scream, 1997[4]
- Luther Allison: Live In Chicago, 1995[5]
- Cinderella: Heartbreak Station, 1990[6]
- Joe Cocker: Joe Cocker Live, 1990[7]

## Veröffentlichungen

### Hörfunk
- Knut Benzner: Im Gespräch mit The Soul Man Wayne Jackson in: dradio.de, Deutschlandfunk, Rock et Cetera, 24. Oktober 2011 (1. November 2011)